# Йоасаф Рилски
Йоасаф Рилски е български монах, игумен на Рилския манастир (около 1450 – 1463).

## Биография
Йеромонах Йоасаф е син на Яков, епископ на Крупнишката епархия. Предполага се че е от велбъждски болярски род. Заедно с баща си напуска Велбъжд и се заселва в близкото село Граница.
Към средата на ХV век заедно с братята си Давид и Теофан възстановяват Рилския манастир. След възстановаването на манастира става първи негов игумен.
Споменава се в Договора от 1466 г. между Рилския манастир и Светогорския манастир „Свети Пантелеймон“: "...С благодатта и човеколюбието на Господа Бога и Спасителя наш Исуса Христа и с молитвата на пречистата Владичица наша Богородица и на нашия преподобен и богоносен отец Йоан – пустиножител Рилски – ние, иноците, живущи в манастира на Рилската пустиня: игумен иеромонах Давид, иероманах Теофан и с нашия светопочинал брат – игумен иеромонах Йоасаф намерихме светия Рилски манастир запустял от много години, но с божията милост и с помощта на Пречистата и с молитвата на светеца го възнигнахме и обновихме, и от владеещите царе и велможи издействахме писани заповеди, с които манастирът да бъде освободен от царски данък и от данъците на други велможи...".
За йеромонах Йоасаф се говори и в „Разказ за пренасяне на мощите на Иван Рилски в Рилския манастир“ на Владислав Граматик : ... След дълго време, когато престанаха военните сражения, които по-преди ставаха по българските земи, и когато общественият живот потече пак спокойно, явиха се едни мъже миряни. Те бяха благочестиви и благородни по потекло, а по народност – българи. Те живееха край Кюстендил, в едно село, което отстоеше от него на две поприща и нещо [и което се наричаше Граница]. Те бяха украсени със свещенически сан ... Когато изпратиха при бога своите съпруги, те напуснаха мирския живот ... И бидейки обхванати от голям страх от бога, заселиха се в Рилската пустиня [в гореказаната обител на преподобния, която беше тогава пуста и необитаема, както се каза по-рано]. Те станаха образ и пример на добродетелен живот за всички, които дойдоха след тях... Те бяха трима на брой и братя по плът... синове на блаженейшия епископ в Крупник кир Яков ... Единият от тях по име се наричаше Йоасаф. [Още отначало той заемаше първо място помежду им]. Вторият се казваше Давид, а третият – Теофан...